# Écos
Écos ist eine Ortschaft und eine ehemalige französische Gemeinde mit 1.079 Einwohnern (Stand: 1. Januar 2022) im Département Eure in der Region Normandie. Sie gehörte zum Arrondissement Les Andelys und zum Kanton Les Andelys.
Mit Wirkung vom 1. Januar 2016 wurden die bis dahin selbstständigen Gemeinden Berthenonville, Bus-Saint-Rémy, Cahaignes, Cantiers, Civières, Dampsmesnil, Écos, Fontenay-en-Vexin, Forêt-la-Folie, Fourges, Fours-en-Vexin, Guitry, Panilleuse und Tourny zu einer Commune nouvelle mit dem Namen Vexin-sur-Epte zusammengelegt und besitzen in der neuen Gemeinde den Status einer Commune déléguée. Der Verwaltungssitz befindet sich im Ort Écos.

## Lage
Nachbarorte sind Mézières-en-Vexin und Tourny im Nordwesten, Civières im Norden, Dampsmesnil im Nordosten, Bus-Saint-Rémy im Osten, Fourges im Südosten, Heubécourt-Haricourt im Süden, Tilly im Südwesten und Panilleuse im Westen.

## Bevölkerungsentwicklung
| Jahr      | 1962 | 1968 | 1975 | 1982 | 1990 | 1999 | 2008 | 2015 |
| --------- | ---- | ---- | ---- | ---- | ---- | ---- | ---- | ---- |
| Einwohner | 446  | 411  | 418  | 705  | 805  | 887  | 923  | 1045 |

## Sehenswürdigkeit

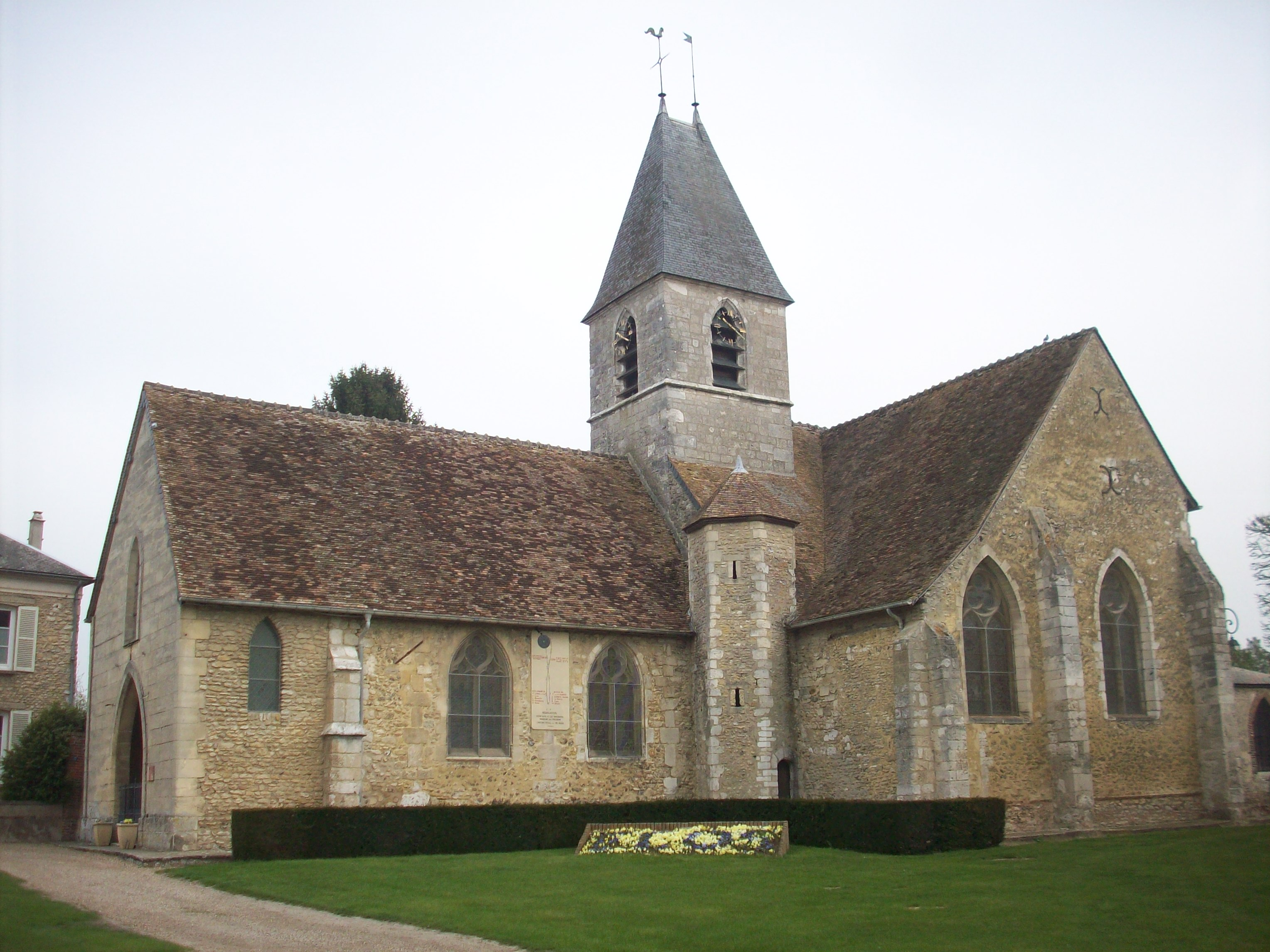
Kirche Saint-Denis

- Kirche Saint-Denis